# Тульский областной комитет КПСС
Тульский областной комитет КПСС — орган управления структур КПСС (до октября 1952 г. — ВКП(б)) на территории Тульской области с 1938 по 1991 гг.

## История
Создан как руководящий орган областной организации ВКП(б) в 1938 г., на базе Оргбюро ЦК ВКП(б) по Тульской области. Оргбюро ЦК ВКП(б) было создано в 1937 г. в результате административно-территориального деления Московской области, когда из её состава была выделена Тульская область.
Тульский обком КПСС прекратил свою деятельность в связи с Указом Президента РСФСР от 6 ноября 1991 г.
Тульский областной комитет КПСС отвечал за проведение политики партии в области, вел политическую и организаторскую работу по выполнению всеми государственными и общественными организациями директив и решений партии, указаний её Центрального комитета, проводил идеологическую работу, руководил Советами, профсоюзами, комсомолом и другими организациями, а также средствами массовой информации через работающих в них коммунистов, решал социально-экономические задачи, контролировал деятельность учреждений науки, культуры, образования, занимался подбором и расстановкой руководящих кадров, организацией учреждений партии в пределах области.

### Структура обкома КПСС
Для повседневного руководства работой областной партийной организации обком избирал бюро, а для рассмотрения текущих вопросов и проверки исполнения создавал секретариат.
Структура аппарата обкома неоднократно менялась. В его составе функционировали отделы:
- с 1938 г. :
- руководящих партийных органов с сектором учёта единого партбилета и партстатистики;
- пропаганды и агитации;
- школ;
- печати;
- промышленно-транспортный;
- кадров;
- финансово-хозяйственный сектор;
- особый сектор;
- с 1939 г. — военный отдел;
- с 1940 г. — угольный;
- машиностроения;
- металлургической промышленности;
- общий промышленный;
- сельскохозяйственный;
- организационно-инструкторский;
- транспортный;
- военный.

С 1941 г. — строительства и стройматериалов; с 1944 г. — отдел совхозов; с апреля 1945 г. — отдел кадров; с сентября 1945 г. отделы совхозов и металлургической промышленности упразднены.
На 1947 г. структура аппарата обкома КПСС была представлена отделами: организационно-инструкторским; сельскохозяйственным; военным; школ; животноводства; угольной промышленности; особым и финансово-хозяйственным секторами.
В 1950 г. отделы назывались: партийных, профсоюзных и комсомольских органов; пропаганды и агитации; сельскохозяйственный; административный; планово-финансовый; тяжелой промышленности; легкой промышленности; машиностроения; транспортный; особый и финансово-хозяйственный секторы.
В 1954 г. в структуре аппарата обкома партии действовали следующие отделы: партийных, профсоюзных и комсомольских органов; пропаганды и агитации; школ и высших учебных заведений; сельскохозяйственный; административных и торгово-финансовых органов; общий и финансово-хозяйственный секторы.
С 1955 г. отдел партийных, профсоюзных и комсомольских органов стал называться отделом партийных органов. Вновь созданы отделы совхозов и тяжелой промышленности.
С 1958 г. создан отдел оборонной промышленности. С 1959 г. ликвидированы отделы совхозов и тяжелой промышленности.
В декабре 1962 г. в соответствии с постановлением ноябрьского (1962 г.) Пленума ЦК КПСС, указом Президиума Верховного Совета РСФСР в Тульской области образованы два обкома партии: промышленный и сельский.
На Пленумах ЦК КПСС (октябрь-ноябрь 1964 г.) вновь предложено вернуться к прежнему строению партийных органов и восстановить в областях, краях единые партийные организации, объединяющие коммунистов, как промышленных, так и сельскохозяйственных производств.
После объединения промышленного и сельского обкомов партии был создан Тульский областной комитет КПСС со следующими отделами: партийных органов; пропаганды и агитации; школ; промышленно-транспортный; металлургической и химической промышленности; оборонной промышленности; легкой; пищевой промышленности и торговли; строительства; сельскохозяйственный; административных органов; общий; финансово-хозяйственный сектор; парткомиссия.

### Первые секретари
Тульского губкома-обкома РСДРП(б)-РКП(б)-ВКП(б)-КПСС, (1917—1929, 1938—1991):
- 20.12.1917 — 16.6.1918 . секретарь Каминский Григорий Наумович
- 16.6 — 16.8.1918 . Копылов Николай Васильевич
- 16.8.1918 — 9.1920 . Каминский Григорий Наумович
- 9 — 10.1920. Арсентьев Павел Фёдорович
- 11 — 12.1920. и. о. Нанейшвили Виктор Иванович
- 12.1920 — 5.1923. Меерзон Жозеф Исаакович
- 5 — 12.1923. Володин Василий Гаврилович
- 12.1923 — 1.1924. и. о. Белолипецкий Иван Васильевич
- 1 — 5. 1924 — Вейцер Израиль Яковлевич (ответственный секретарь)
- 5 — 6.1924. Мальцев Константин Александрович
- 6.1924 — 4.1928. Кабаков Иван Дмитриевич
- 4.1928 — 4.1929. Булат Иван Лазаревич
- 9.4 — .9.1929. Грановский Моисей Лазаревич
- 7.1938 — 9.3.1943. Жаворонков Василий Гаврилович
- 9.3.1943 — 12.1948. Чмутов Николай Иванович
- 12.1948 — 19.8.1952. Шалков Иван Андреевич
- 19.8.1952 — 26.11.1953. Недосекин Виктор Иванович
- 26.11.1953 — 31.8.1955. Гусаров Николай Иванович
- 31.8.1955 — 27.9.1960. Хворостухин Алексей Иванович
- 27.9.1960 — 17.7.1961. Чуканов Олимп Алексеевич
- 17.7.1961 — 1.1963. Юнак Иван Харитонович
- 11.1.1963 — 15.12.1964. Чуканов Олимп Алексеевич (промышленный обком)
- 8.1.1963 — 15.12.1964. Юнак Иван Харитонович (сельский обком)
- 15.12.1964 — 5.8.1985. Юнак Иван Харитонович
- 5.8.1985 — 26.8.1990. Литвинцев Юрий Иванович
- 26 августа 1990 — 23 августа 1991 — Костюрин, Алексей Иванович